# Gina Jin
Jin Chen, en chino simplificado 金晨 (China, 5 de septiembre de 1990), también conocida como Gina Jin, es una actriz china de etnia Hui. Es reconocida por su papel en los dramas Wu Xin: The Monster Killer y Candle in the Tomb: Mu Ye Gui Shi.

## Trayectoria
Jin debutó con un papel menor en el drama wuxia de 2011 Peacock Feather. Luego protagonizó el drama histórico Chu Han Zhengxiong, interpretando el papel de Consorte Yu.
En 2013, Jin interpretó su primer papel protagonista en el drama bélico El héroe Tong Bai. El mismo año, hizo su debut cinematográfico en la película romántica Forever Love, y fue nominada en el Festival Internacional de Cine de Shanghái por su actuación en la película de suspenso Choque en coche compartido.
En 2015, Jin saltó a la fama por su papel de Yueya en el drama de época y fantasía Wu Xin: The Monster Killer. El mismo año, obtuvo un mayor reconocimiento por su papel en el drama wuxia La leyenda de Qin.
En 2016, Jin interpretó a la protagonista femenina del segmento Chang Ting en el drama histórico de fantasía Legend of Nine Tails Fox junto a Wang Kai. El mismo año protagonizó el drama histórico The Imperial Doctress interpretando el papel de la emperatriz Wang, y el drama de acción y fantasía Chinese Paladin 5 interpretando papeles duales como hermanas gemelas.
En 2017, Jin interpretó papeles principales en el drama romántico Little Valentine y en el drama de acción y aventuras Candle in the Tomb: Mu Ye Gui Shi. En 2018, Jin protagonizó junto a Jiro Wang la serie histórica de comedia romántica Mengfei Comes Across.
En 2019, Jin protagonizó junto a Li Yifeng el drama de espías de época Fearless Whispers.

## Filmografía

### Películas
| Año           | Título en inglés                    | Título chino         | Rol            | Notas/ref.     |
| ------------- | ----------------------------------- | -------------------- | -------------- | -------------- |
| 2013          | Amor para siempre                   | 201314               | wen xin        | [ 4 ]          |
| 2013          | Choque de compartir coche           | 拼车惊情             | Jiaojiao       | [ 15 ]         |
| 2015          | cerrar damas                        | 闺蜜心窍             | Song Wanqin    |                |
| 2017          | Sr. orgullo vs señorita prejuicio   | 傲娇与偏见           | Momo           |                |
| 2017          | Dragon Force: Hasta luego, Ultraman | 钢铁飞龙之再见奥特曼 |                | Doblado de voz |
| 2019          | puño invisible                      | 父子拳王             | Song Cai'er    | [ 17 ]         |
| 2019          | S.W.A.T.                            | 特警队               | Guo Qianan     | [ 18 ]         |
| 2020          | líder fantasma                      | 闺蜜心窍             | Song Wan Rong  |                |
| por confirmar | No más apuestas                     | 捕鱼行动             |                |                |
| por confirmar | Canción de los asesinos             | 刺局                 | Qin Shengsheng | [ 19 ]         |

### Series de televisión
| Year | English title                     | Chinese title    | Role               | Network               | Notes/Ref. |
| ---- | --------------------------------- | ---------------- | ------------------ | --------------------- | ---------- |
| 2011 | Peacock Feather                   | 七种武器之孔雀翎 | Hou Jian           | CCTV                  |            |
| 2012 | Chu Han Zhengxiong                | 楚汉争雄         | Hunan Channel      | Consort Yu            | [ 2 ]      |
| 2013 | Tong Bai Hero                     | 桐柏英雄         | Han Meishuang      | CCTV                  | [ 3 ]      |
| 2014 | The Actions of Snow Eagle         | 雪鹰             | Luo Xue            | Sichuan Station       | [ 20 ]     |
| 2015 | Wu Xin: The Monster Killer        | 无心法师         | Li Yueya           | Sohu TV               | [ 6 ]      |
| 2015 | The Legend of Qin                 | 秦时明月         | Chi Chen           | Hunan TV              | [ 7 ]      |
| 2016 | Legend of Nine Tails Fox          | 青丘狐传说       | Wang Changting     | Hunan TV              | [ 8 ]      |
| 2016 | The Imperial Doctress             | 女医·明妃传      | Empress Wang       | Dragon TV, Jiangsu TV | [ 9 ]      |
| 2016 | Chinese Paladin 5                 | 仙劍雲之凡       | Ling Yin / Ling Bo | Hunan TV              | [ 10 ]     |
| 2016 | Legend of Ace                     | 极品家丁         | Xiao Yuruo         | Youku                 | [ 21 ]     |
| 2017 | Little Valentine                  | 小情人           | Dandan             | Shenzhen TV           | [ 11 ]     |
| 2017 | Candle in the Tomb: Mu Ye Gui Shi | 鬼吹灯之牧野诡事 | Bing Lun           | iQiyi                 | [ 12 ]     |
| 2018 | Mengfei Comes Across              | 萌妃驾到         | Bu Meng            | Youku                 | [ 13 ]     |
| 2019 | Hope All is Well with Us          | 我们都要好好的   | Ai Lisha           | Beijing TV            | [ 22 ]     |
| 2019 | Can't Hide The Sun                | 掩不住的阳光     | Su Mei             | CCTV                  | [ 23 ]     |
| 2020 | Kidnapping Game                   | 十日游戏         | Lu Jie             | iQiyi                 | [ 24 ]     |
| 2020 | Fearless Whispers                 | 隐秘而伟大       | Shen Qinghe        | CCTV-8                | [ 14 ]     |
| 2020 | Dear Missy                        | 了不起的女孩     | Shen Siyi          | iQiyi                 | [ 25 ]     |
| 2021 | Song of Youth                     | 玉楼春           | Xu Fengqiao        | Youku                 | [ 26 ]     |
| 2021 | You Are My Glory                  | 你是我的荣耀     | Xia Qing           | Tencent Video         |            |
| 2021 | Crossroad Bistro                  | 北辙南辕         | Dai Xiaoyu         | iQiyi                 |            |
| 2022 | Why Women Love                    | 不会恋爱的我们   | Zhao Jiang Yue     | Youku                 |            |
| TBA  | Falling Into You                  | 炽道             | Luo Na             |                       |            |
| TBA  | Morning The Imperial Palace       | 早安故宫         |                    |                       |            |

### Espectáculo de variedades
| Año  | Título en inglés        | Título chino   | Rol                | Notas/Ref. |
| ---- | ----------------------- | -------------- | ------------------ | ---------- |
| 2016 | Hermanas sobre flores   | 花样姐姐       | Miembro del elenco | [ 27 ]     |
| 2017 | flores de viaje         | 旅途的花样     | Miembro del elenco | [ 28 ]     |
| 2020 | Hermanas que hacen olas | 乘风破浪的姐姐 | Miembro del elenco | [ 29 ]     |

## Discografía
| Año  | Título en inglés | Título chino | Álbum | Notas/Ref.                                                                                |
| ---- | ---------------- | ------------ | ----- | ----------------------------------------------------------------------------------------- |
| 2019 | "Mar estrellado" | 星辰大海     |       | Para el proyecto de actores jóvenes del Canal de Películas de China con otros 31 actores. |

## Premios y nominaciones
| Año  | Premio                                                     | Categoría                                      | Obra nominada              | Resultado | Ref.   |
| ---- | ---------------------------------------------------------- | ---------------------------------------------- | -------------------------- | --------- | ------ |
| 2013 | 16.º Festival Internacional de Cine de Shanghái            | Mejor actriz revelación                        | Choque en coche compartido | Nominada  | [ 5 ]  |
| 2016 | Festival de fanes de Rayli                                 | Artista femenina deslumbrante                  |                            | Ganadora  | [ 31 ] |
| 2016 | Ceremonia de entrega de premios al mejor sabor             | Artista enérgico                               |                            | Ganadora  | [ 32 ] |
| 2016 | Festival de video móvil                                    | Premio de popularidad                          |                            | Ganadora  | [ 33 ] |
| 2017 | 74.º Festival de Cine de Taormina                          | Kineo Anica, la recién llegada más prometedora |                            | Ganadora  | [ 34 ] |
| 2017 | Ceremonia de entrega de premios de la revista Rayli        | Modelo a seguir de la filantropía              |                            | Ganadora  | [ 35 ] |
| 2017 | Premio a la elección de moda iFeng                         | Premio a la popularidad de la moda             |                            | Ganadora  | [ 36 ] |
| 2017 | 24ª Ceremonia de Belleza Cosmo                             | Hermoso idol                                   |                            | Ganadora  | [ 37 ] |
| 2018 | Premios de moda OnlyLady & KIMISS                          | Estrella femenina popular                      |                            | Ganadora  |        |
| 2019 | XI Premios de Drama de Televisión de China                 | Actriz de estilo juvenil                       |                            | Ganadora  | [ 38 ] |
| 2020 | 7.ª ceremonia de entrega de premios a los actores de China | Mejor Actriz (Esmeralda)                       |                            | Pendiente | [ 39 ] |